# Michiel van Kempen
 (novembre 2024).
Si vous disposez d'ouvrages ou d'articles de référence ou si vous connaissez des sites web de qualité traitant du thème abordé ici, merci de compléter l'article en donnant les références utiles à sa vérifiabilité et en les liant à la section « Notes et références ».
Michiel van Kempen, né le 4 avril 1957 à Oirschot, est un écrivain néerlandais et professeur de l’Université d’Amsterdam. Il a écrit des romans, des récits de voyage, des essais et des scénarios. Il est considéré comme le plus grand connaisseur de la littérature du Suriname, a publié une histoire de la littérature surinamienne en cinq volumes, et une grande liste d'analyses littéraires de l’Espace Caraïbe (Suriname, Antilles néerlandaises et Aruba). Il est lauréat de plusieurs distinctions littéraires.

## Biographie
L’écrivain voit le jour à Oirschot, dans le sud des Pays-Bas, suit le lycée à Eindhoven, et étudie la littérature néerlandaise à l'université de Nimègue. En 2002, il soutient sa thèse de doctorat à l’Université d’Amsterdam, Een geschiedenis van de Surinaamse literatuur (Une histoire de la littérature surinamienne), cinq tomes avec un résumé en français ; l’édition commerciale ayant paru en 2003 en deux tomes. L’œuvre trace en 1 400 pages l’histoire de la littérature orale et écrite du Suriname. 
De 1980-1982 à Nimègue, et 1983-1987 à Paramaribo, Van Kempen travaillait comme prof de néerlandais en enseignement secondaire. Au Suriname il enseignait aussi la critique de littérature et l’écriture créative au Academie voor Hoger Kunst- en Cultuuronderwijs. Également il travaillait comme chef de la Section Littérature du Département de la Culture du ministère de l’Enseignement et de la Culture.
De 1991 à 1995 Van Kempen, fut chef du Suriname-projet de la Bibliothèque universitaire de l’Université d’Amsterdam, projet réalisant une Suriname-catalogue de 8 000 titres. De 1994 à 1998 il travaillait comme collaborateur scientifique à l’Université d’Amsterdam. Il était conférencier invité aux multiples universités dans le monde entier (y inclut Paris-Sorbonne, Lille, Bruxelles…). Il était engagé par des maisons d’édition, des festivals et des fondations comme conseiller.

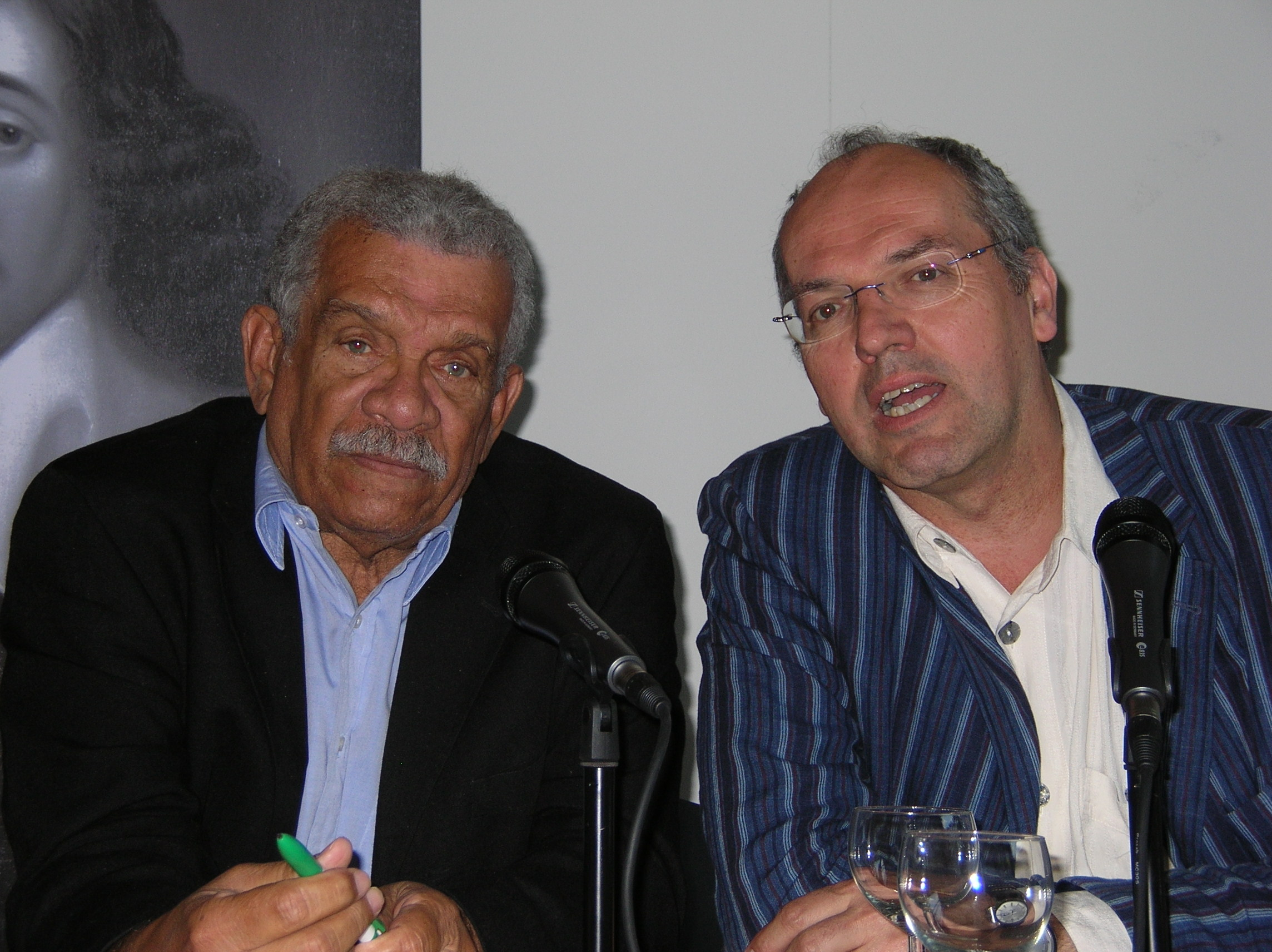
Van Kempen avec Derek Walcott, lauréat du Prix Nobel, en 2008

En 2006, Van Kempen devient professeur en Littérature des Indes occidentales néerlandaises à l’Université d’Amsterdam. 
Van Kempen a été éditeur de nombreuses magazines littéraires. En plus, il était cofondateur du Werkgroep Caraïbische Letteren (Groupes des Lettres occidentales) de la Maatschappij der Nederlandse Letterkunde à Leyde, la plus ancienne société de belles lettres en Hollande, datant de l’année 1766. Il a contribué à un grand nombre de magazines, hebdomadaires et journaux, e.a. de Volkskrant, Vrij Nederland, ainsi qu’au Grand Larousse encyclopédique. Ses critiques étaient réunies en De geest van Waraku (L’âme de Waraku, 1993). Il était coéditeur de deux collections d’essais scientifiques: Tussenfiguren (1988) et Wandelaar onder de palmen (2004).

## Études sur les littératures de l’Espace Caraïbe
Avec le photographe Michel Szulc-Krzyzanowski, Van Kempen a publié deux recueils de photographie : Woorden die diep wortelen (Des mots profondément enracinés ; 1992) sur dix écrivains et raconteurs surinamiens, et Woorden op de westenwind (Des mots envolés par l’alizé, 1994) sur dix écrivains surinamiens en dehors de leur pays d’origine. Six essais sur l’écrivain Albert Helman étaient recueillis en Kijk vreesloos in de spiegel (1998). Toute une série d’anthologies ont énormément contribué à la connaissance de la littérature du Suriname. 

## Distinctions
Pour ses mérites pour la promotion de la littérature surinamienne Van Kempen a reçu en 1987 le Rahmān Khān-prijs au Suriname, et en 2004 dans le Parlement flamand le ANV-Visser Neerlandia-prijs. En 2005, la République Suriname lui a fait Officier dans le ‘’Ereorde van de Gele Ster’’ (Ordre d’Honneur de l’Étoile Jaune). Depuis 2007 il est Chevalier dans l’Ordre d'Orange-Nassau. Pour la façon où il a introduit la littérature des marrons-noir dans l'histoire de la littérature surinamienne il a reçu le Gaanman Gazon Matodja Award en 2009, la distinction la plus importante des marrons du Suriname.

## Fiction littéraire
L’œuvre de fiction littéraire de Michiel van Kempen inclut deux romans, plusieurs collections de nouvelles, un récit de voyage et deux albums de littérature de jeunesse. Dans son prose Van Kempen montre nous des gens d’origines culturelles différentes qui se voient confronté par l’impossibilité fondamentale de se rapprocher l’un de l’autre. Dans le roman Plantage Lankmoedigheid (Plantation Indulgence, 1997), ce thème est élaboré au Suriname dans les années du coup militaire, les années 1980 du XXe siècle. Le roman Vluchtwegen (Chemins de secours, 2004) pourrait être considéré comme la suite du premier roman, et se déroule dans le grand quartier des immigrants d’Amsterdam, le Bijlmermeer. En Pakistaanse nacht en andere verhalen (La nuit pakistanaise, 2002) un couple européen rencontre au Pakistan un ancien colonel de l’armée pakistanaise, qui lui mène une vie avec un ordre du jour assez particulier. Het Nirwana is een lege trein (Le Nirvana est un train vide, 1990) est un récit de voyage sur l’Inde.

## Œuvres

### Prose
- Windstreken. De Volksboekwinkel, Amsterdam 1992. (nouvelles)
- Bijlmer, oh Bijlmer! Wilfred du Bois & Margriet Walinga, Amsterdam 1993. (nouvelles)
- Ik ben Nalini en ik ben een buitenbeentje. Kennedy Stichting, Paramaribo 1993. (nouvelle)
- Plantage Lankmoedigheid; roman. In de Knipscheer, Haarlem 1997. (roman)
- Het Nirwana is een lege trein: reisverhalen over India. In de Knipscheer, Amsterdam 2000. (récit de voyage)
- Pakistaanse nacht en andere verhalen. In de Knipscheer, Haarlem 2002. (nouvelles)
- Vluchtwegen; roman. De Geus, Breda 2006. (roman)

### Prose publié sous pseudonyme
- Mani Sapotille, Het tweede gezicht. De Volksboekwinkel, Paramaribo 1985. (livre pour jeunes)
- Winston Leeflang, Landmeten. In de Knipscheer, Amsterdam 1992. (nouvelles)
- Winston Leeflang, Heer Slaapslurf. Lees Mee, Paramaribo 1993. (livre pour jeunes)

### Poésie
- Wat geen teken is maar leeft. In de Knipscheer, Haarlem 2012.

### Critique de la littérature
- De knuppel in het doksenhok. De Volksboekwinkel, Paramaribo 1987. (essai)
- De Surinaamse Literatuur 1970-1985, een documentatie. De Volksboekwinkel, Paramaribo 1987. (documentation)
- Surinaamse schrijvers en dichters. De Arbeiderspers, Amsterdam 1989. (eesais)
- Woorden die diep wortelen. Fotografie: Michel Szulc-Krzyzanowski. Teksten: Michiel van Kempen. Voetnoot, Amsterdam 1992. (Version anglaise: Deep-rooted words. Photography: Michel Szulc-Krzyzanowski. Texts: Michiel van Kempen. Translation: Sam Garrett. Voetnoot, Amsterdam 1992.
- De geest van Waraku; kritieken over Surinaamse literatuur. Zuid, Haarlem/Brussel 1993. (essais)
- Woorden op de westenwind. Fotografie: Michel Szulc-Krzyzanowski. Teksten: Michiel van Kempen. In de Knipscheer, Amsterdam 1994.
- Suriname verbeeld. Amsterdam: Vrienden van de Universiteitsbibliotheek, 1995. (essai)
- Suriname-Catalogus van de Universiteitsbibliotheek van Amsterdam. Éd. Kees van Doorne & Michiel van Kempen. Universiteitsbibliotheek van Amsterdam, Amsterdam 1995. (catalogue)
- Kijk vreesloos in de spiegel; Albert Helman 1903-1996. In de Knipscheer, Haarlem 1998. (essais)
- Tussenfiguren; schrijvers tussen de culturen. Éd. avec Elisabeth Leijnse. Het Spinhuis, Amsterdam 1998; aangevulde herdruk 2001. (essais)
- Wandelaar onder de palmen; opstellen over koloniale en postkoloniale literatuur en cultuur; opgedragen aan Bert Paasman. Éd. Avec Piet Verkruijsse et Adrienne Zuiderweg. KITLV, Leiden 2004. (Boekerij 'Oost en West'.) (essais)
- Een geschiedenis van de Surinaamse literatuur. Okopipi, Paramaribo 2002. (thèse de doctorat, 5 vols.)
- Een geschiedenis van de Surinaamse literatuur. De Geus, Breda 2003. (thèse de doctorat, édition commerciale en 2 vols.)
- Welcome to the Caribbean, darling! De toeristenblik in teksten uit de (voormalige) Nederlandse West. Vossiuspers UvA, Amsterdam 2007. (discours inaugural)

### Essais
- Cityscapes + birdmen. Photography Jacquie Maria Wessels. Text Michiel van Kempen. Voetnoot, Antwerpen 2010.

### Anthologies
- Helias achterna. Dekker & Van de Vegt, Nijmegen 1984. (histoire de la liitérature de Nimègue; Éd. avec Margreet Janssen Reinen)
- Nieuwe Surinaamse Verhalen. De Volksboekwinkel, Paramaribo 1986.
- Verhalen van Surinaamse schrijvers. De Arbeiderspers, Amsterdam 1989.
- Hoor die tori! Surinaamse vertellingen. In de Knipscheer, Amsterdam 1990.
- Ander geluid. Nederlandstalige literatuur uit Suriname. Éd. Jos de Roo en collaboration avec Michiel van Kempen et F. Steegh. Coördinaat Minderheden Studies Rijksuniversiteit Leiden, Leiden 1991.
- Michaël Slory, Ik zal zingen om de zon te laten opkomen. In de Knipscheer, Amsterdam 1991.
- Het Verhaal Aarde. Bridges Books/Novib, Den Haag/Amsterdam 1992.
- Sirito. Vertellingen van Surinaamse bodem. Kennedy-stichting, Paramaribo 1993.
- Privé Domein van de Surinaamse letteren; Het Surinaamse literatuurbedrijf in egodocumenten en verspreide teksten. Surinaams Museum, Paramaribo 1993.
- Albert Helman, Adyosi/Afscheid. Stichting IBS, Nijmegen 1994. (édition de texte)
- Spiegel van de Surinaamse poëzie. Bijeengebracht, van een inleiding en aantekeningen voorzien door Michiel van Kempen. Meulenhoff, Amsterdam 1995.
- Eeuwig Eldorado. Boekenweekmagazine 1996. CPNB, Amsterdam 1996.
- Vrijpostige kwatrijnen: een huldebundel voor Hugo Pos. In de Knipscheer, Haarlem 1998.
- Cándani, Zal ik terugkeren als je bruid. Amsterdam 1999.
- Mama Sranan: twee eeuwen Surinaamse verhaalkunst. Contact, Amsterdam 1999, 2002.
- Michaël Slory, In de straten en in de bladeren. Paramaribo 2000.
- Een geparkeerde kameel: gedichten van Kamil Aydemir e.a. Dunya, Rotterdam 2002.
- Bernardo Ashetu, Marcel en andere gedichten. Okopipi, Paramaribo 2002.
- Het dolpension van de hemel. Dunya Poëzieprijs 2002. Bekroonde gedichten en ander werk van de prijswinnaars. Martijn Benders [e.a.]. Bèta Imaginations/Stichting Dunya, Rotterdam 2003. (Dromologya 12.)
- Septentrion, 33 (2004), no. 1, 1er trimestre. (introduction et essais)
- Literatuur & maatschappij. [Bijzonder nummer van] Oso, tijdschrift voor Surinamistiek, 23 (2004), nr. 1, mei. (réd. avecPeter Meel)
- Noordoostpassanten; 400 jaar Nederlandse verhaalkunst over Suriname, de Nederlandse Antillen en Aruba. Éd. Michiel van Kempen & Wim Rutgers. Contact, Amsterdam 2005.
- Shrinivási 80 Jubileumbundel. Éd. Michiel van Kempen & Effendi N. Ketwaru. Paramaribo 2006.
- Voor mij ben je hier; verhalen van de jongste generatie Surinaamse schrijvers. Meulenhoff, Amsterdam 2010.
- Bernardo Ashetu, Dat ik je liefheb; gedichten. In de Knipscheer, Haarlem 2011.

### Traductions
- Jit Narain, Waar Ben Je Daar/Báte huwán tu kahán. SSN, Paramaribo 1987. (inleiding)
- Kardi Kartowidjojo, Kèhèng. Afd. Cultuurstudies Ministerie van Onderwijs, Paramaribo 1988. (avec Johan Sarmo et Hein Vruggink)
- Kamala Sukul, Wandana. 's-Gravenhage 1989.
- Cándani, Ghunghru tut gail/ De rinkelband is gebroken. NBLC/ De Volksboekwinkel, 's-Gravenhage/Paramaribo 1990.

### Théâtre
- De telefoon, pièce en un acte (1992).
- Burenruzies, pièce en un acte (1994).
- De eer van het lintje, pièce en un acte (1994).
- Maatpak, pièce en un acte (2003).

### Scénarios
- Brokopondo, verhalen van een verdronken land. (de John Albert Jansen, VARA, 1994).
- En nu de droom over is... De dichter Michaël Slory. (de John Albert Jansen, VARA, 1996).
- Shrinivási: verlangen niet en eindelijk geen verdriet (de Ram Soekhoe et Elles Tukker, OHM, 2001).
- Wie Eegie Sanie (de John Albert Jansen, NPS, 2004).

### Textes en français
- Le Surinam: une jeune nation en chute libre. Septentrion, 30 (2001), no. 2, p. 88-90.
- Une littérature créolisée: les lettres du Surinam, ancienne colonie des Pays-Bas. Septentrion, 33 (2004), no. 1, 1er trimestre, p. 2-9.
- À l’extérieur du stade : La littérature immigrée surinamienne aux Pays-Bas. Thomas Beaufils & Patrick Duval (éds.), Les identités néerlandaises : de l’intégration à la désintégration? Villeneuve d’Ascq : Presses Universitaires du Septentrion, 2006, p. 275-296.

### Sources primaires
- Étude sur le style d’Astrid Roemer
- Text complète de l’histoire de la littérature surinamienne, plus résumé en français